# Acritopappus
Acritopappus – rodzaj roślin z rodziny astrowatych (Asteraceae). Obejmuje 15 gatunków występujących we wschodniej Brazylii. 

## Systematyka
Pozycja według APweb (aktualizowany system APG III z 2009)
Jeden z rodzajów plemienia Eupatorieae z podrodziny Asteroideae w obrębie rodziny astrowatych (Asteraceae) z rzędu astrowców (Asterales) należącego do dwuliściennych właściwych.
Wykaz gatunków
- Acritopappus catolesensis D.J.N.Hind & Bautista
- Acritopappus confertus (Gardner) R.M.King & H.Rob.
- Acritopappus connatifolius (Soar.Nunes) R.M.King & H.Rob.
- Acritopappus diamantinicus Bautista, S.Ortiz & Rodr.Oubiña
- Acritopappus hagei R.M.King & H.Rob.
- Acritopappus harleyi R.M.King & H.Rob.
- Acritopappus heterolepis (Baker) R.M.King & H.Rob.
- Acritopappus irwinii R.M.King & H.Rob.
- Acritopappus longifolius (Gardner) R.M.King & H.Rob.
- Acritopappus morii R.M.King & H.Rob.
- Acritopappus pintoi Bautista & D.J.N.Hind
- Acritopappus prunifolius R.M.King & H.Rob.
- Acritopappus santosii R.M.King & H.Rob.
- Acritopappus subtomentosus R.M.King & H.Rob.
- Acritopappus teixeirae R.M.King & H.Rob.